# Ditrichum canariense
Ditrichum canariense là một loài rêu trong họ Ditrichaceae. Loài này được Bryhn mô tả khoa học đầu tiên năm 1908.